# Данієль Маро
Данієль Маро або Данієль Маро старший  (англ. Daniel Marot 1661, Париж, Франція — 1752, Гаага, Голландія) — гравер, архітектор, дизайнер інтер'єрів, паркобудівник, французький протестант за походженням зламу XVII–XVIII ст. Працював у Франції, Голландії, Великій Британії і знову в Голландії (де і помер).

## Загальна характеристика
Наприкінці XVII ст. твори мистецтва Франції набули значення зразків для низки сусідніх країн, серед котрих опинились навіть ті, що здавна були мистецькими центрами Європи — Північні Нідерланди, Іспанія, низка князівств у Німеччині. Розповсюдженню французьких впливів сприяли як високий художній рівень мистецької продукції та ідей (гобелени, виробництво тканин, вишивок, мережива, досягнення в фортифікації, сад бароко французького зразка), так і помітна еміграція талантів з країни, де з 1685 року відновили утиски та гоніння французьких протестантів-гугенотів. Данієль Маро старший був гугенотом і через загрозу власному життю покинув Францію та емігрував до Голландії.
Данієль Маро старший виробився у надзвичайно талановитого дизайнера і гравера, що згодом був зарахований до трійки найбільш обдарованих і продуктивних митців доби, серед котрих ще Жан Лепотр (1617–1682) та Жан Берен (1640–1711). Данієль Маро сам поклопотався про збереження і популяризацію власних ідей, вчасно переклавши їх у візуальний ряд (графічні видання), що стало надійним джерелом вивчення творчого спадку майстра, призабутого після смерті.
Низка фактів життя Данієля Маро втрачена і викликає суперечки, серед котрих роки народження, смерті та факт припинення графічних видань з 1718 року.

## Життєпис, ранні роки
Народився в Парижі в родині художника-графіка Жана Маро (1620–1679), що був серед відомих прихильників офорту у Парижі. Батько був і його першим вчителем. Можливо, первісну художню освіту юнак удосконалював під керівництвом Жана Лепотра. Відомо, що він займався самоосвітою і зробив декілька гравюр з малюнків інших майстрів, серед котрих був і Жан Берен.

## Перший голландський період
З 1685 року Данієль Маро перебував у Голландії. На здібного француза звернув увагу штатгальтер, котрим був тоді Вільгельм III Оранський , онук короля Англії Карла І. Штатгальтер узяв Данієля Маро до себе на службу, що відкрило для майстра широкі перспективи як теоретичні, так і практичні. Він був задіяний і як архітектор (мисливський замок-палац де Ворст), і як садівник-паркобудівник, і як дизайнер інтер'єрів (декор залів в палаці Гет-Лоо).

## Праця в Лондоні

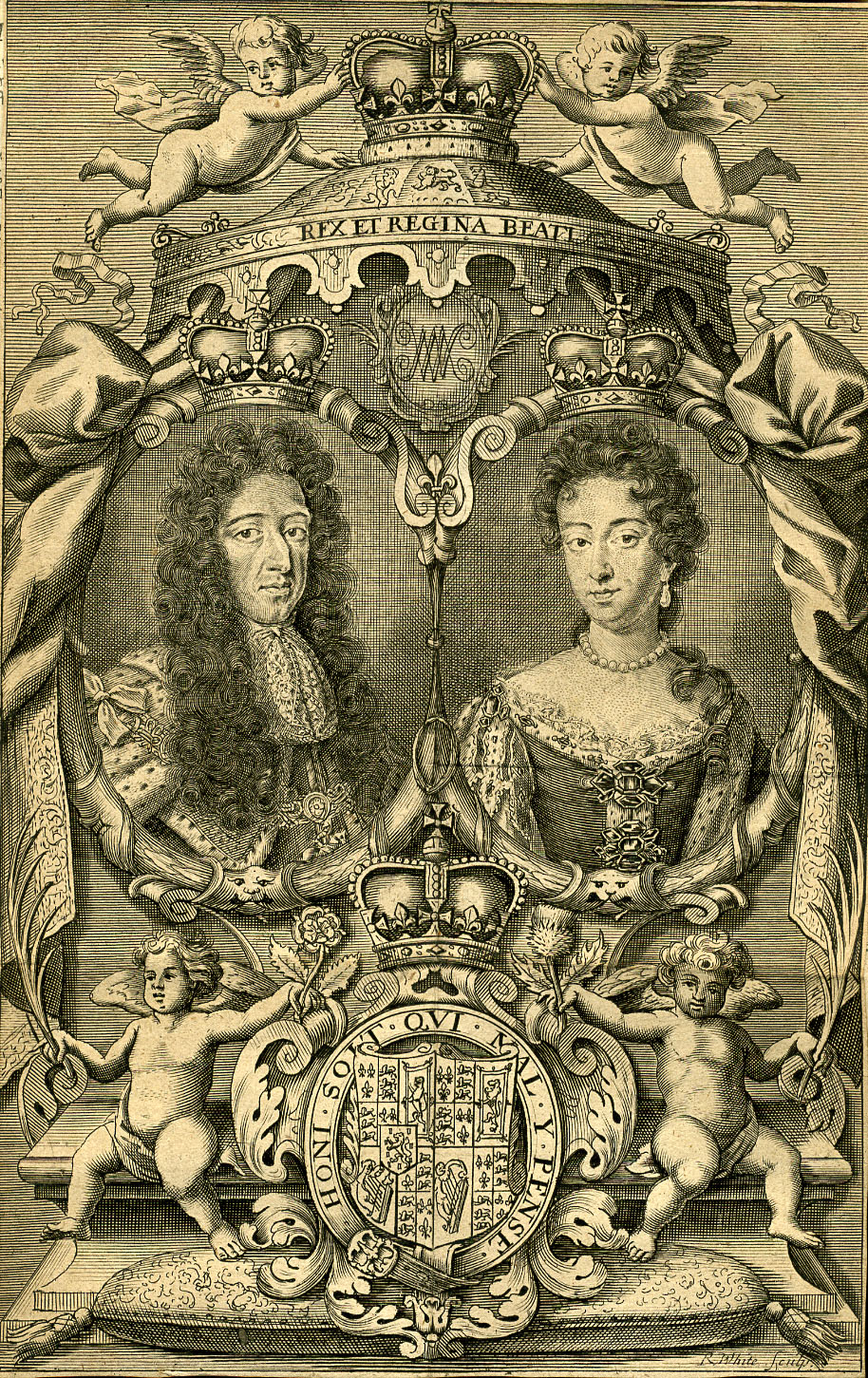
Вільгельм III Оранський і Марія, гравюра

Вільгельм III Оранський був чоловіком британської принцеси Марії, онуком короля Англії Карла І і як протестант став кандидатом на британський престол в протестантській державі. Після підписання угод про обмеження королівської влади на користь аристократичного парламенту, Вільгельм ІІІ став королем Британії. 1694 року у Лондон відбув і Данієль Маро старший, що отримав посаду одного з королівських архітекторів. В британській столиці він працював дизайнером меблів і інтер'єрів, і садівником. Проєкти декору, які запропонував Данієль Маро, використали для створення меблів, посуду, канделябрів, дзеркал тощо.
За його сприяння були створені ділянки регулярного саду Гемптон-Корт, знищені пізніше. Розпланування саду буде відновлене лише у 20 столітті.

## Другий голландський період
Останні роки життя митця відомі погано. По смерті Вільгельма ІІІ він повернувся у Голландію. Працював в місті Гаага, де і помер.

## Твори з впливом ідей Данієля Маро, галерея фото

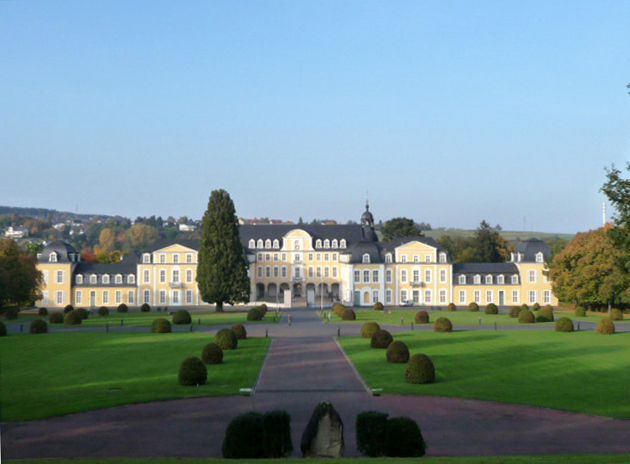
Замок-палац Оранієнштейн
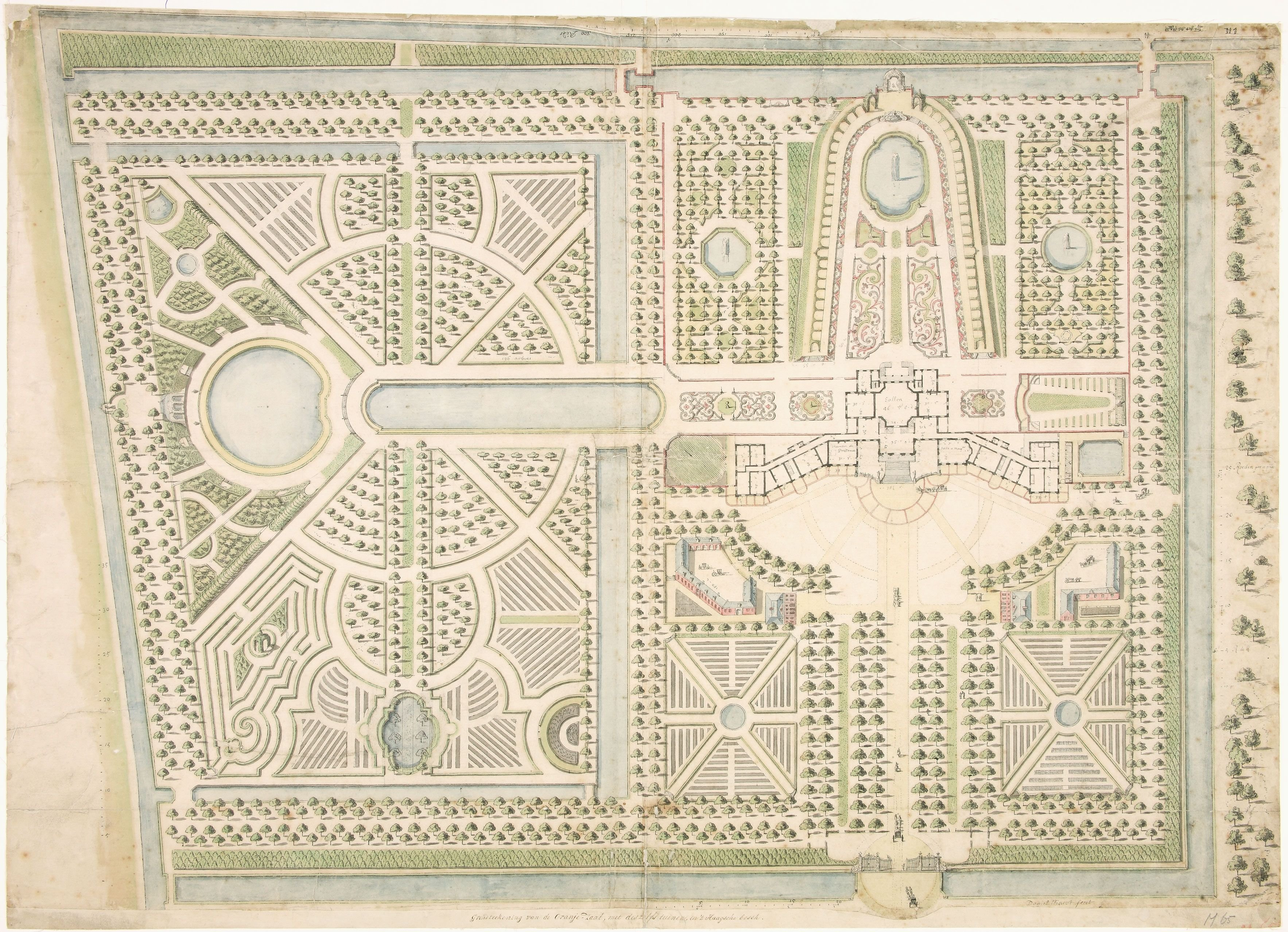
Гейс-тен-Бос. Розпланування регулярного саду.
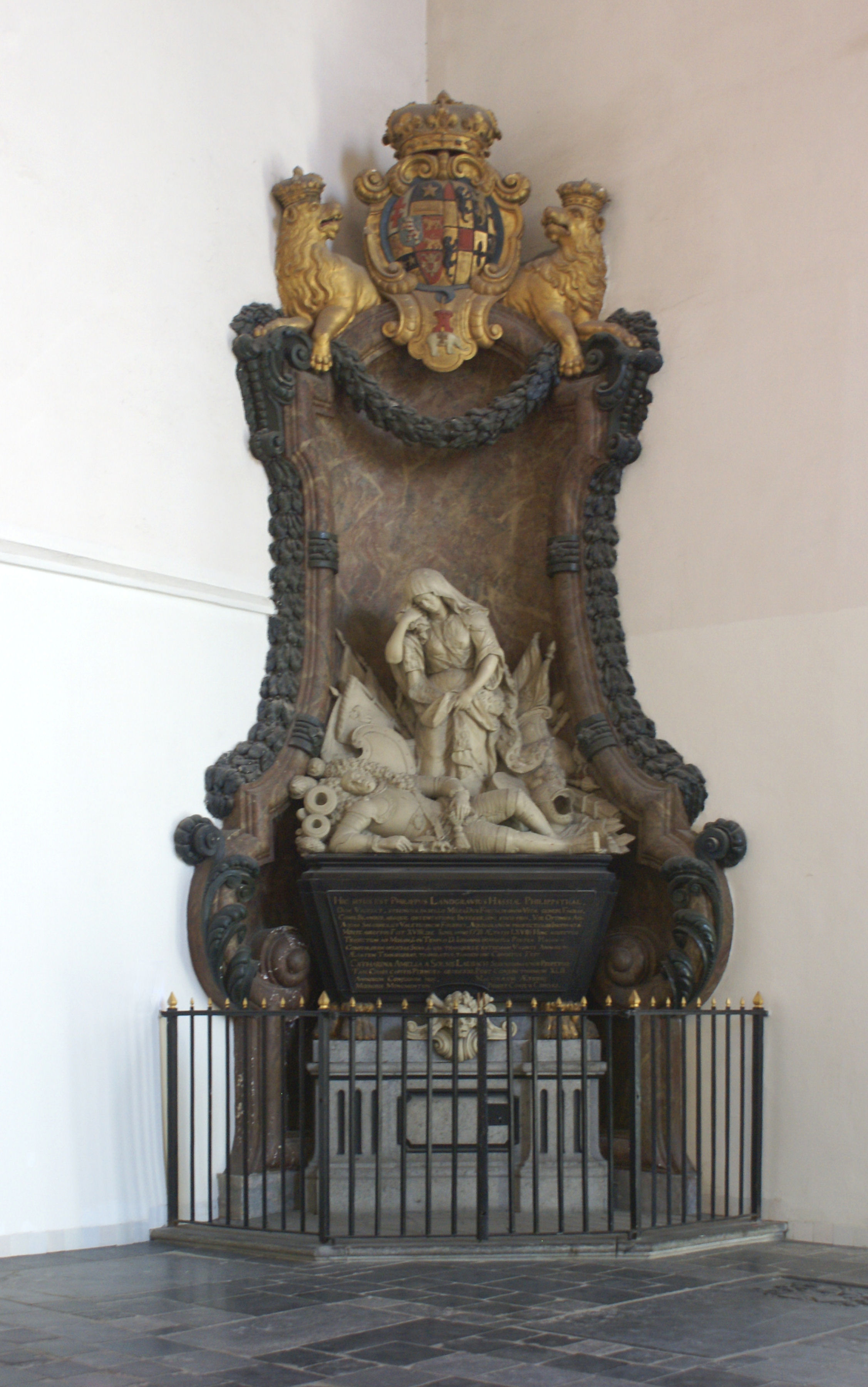
Надгробок ландграфа Філіпа Гессенського, церква Св. Якова
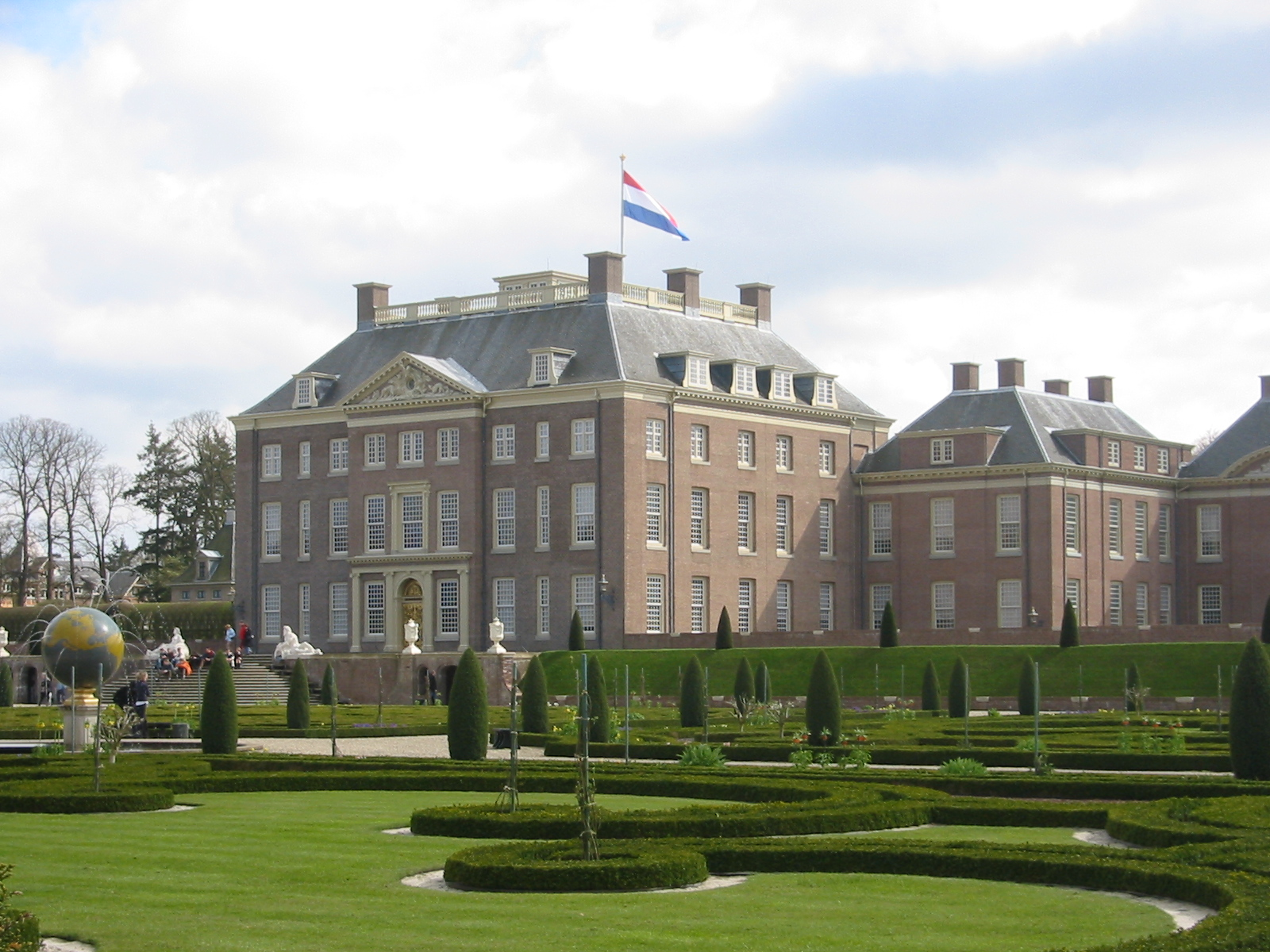
Сад біля палацу Гет-Лоо
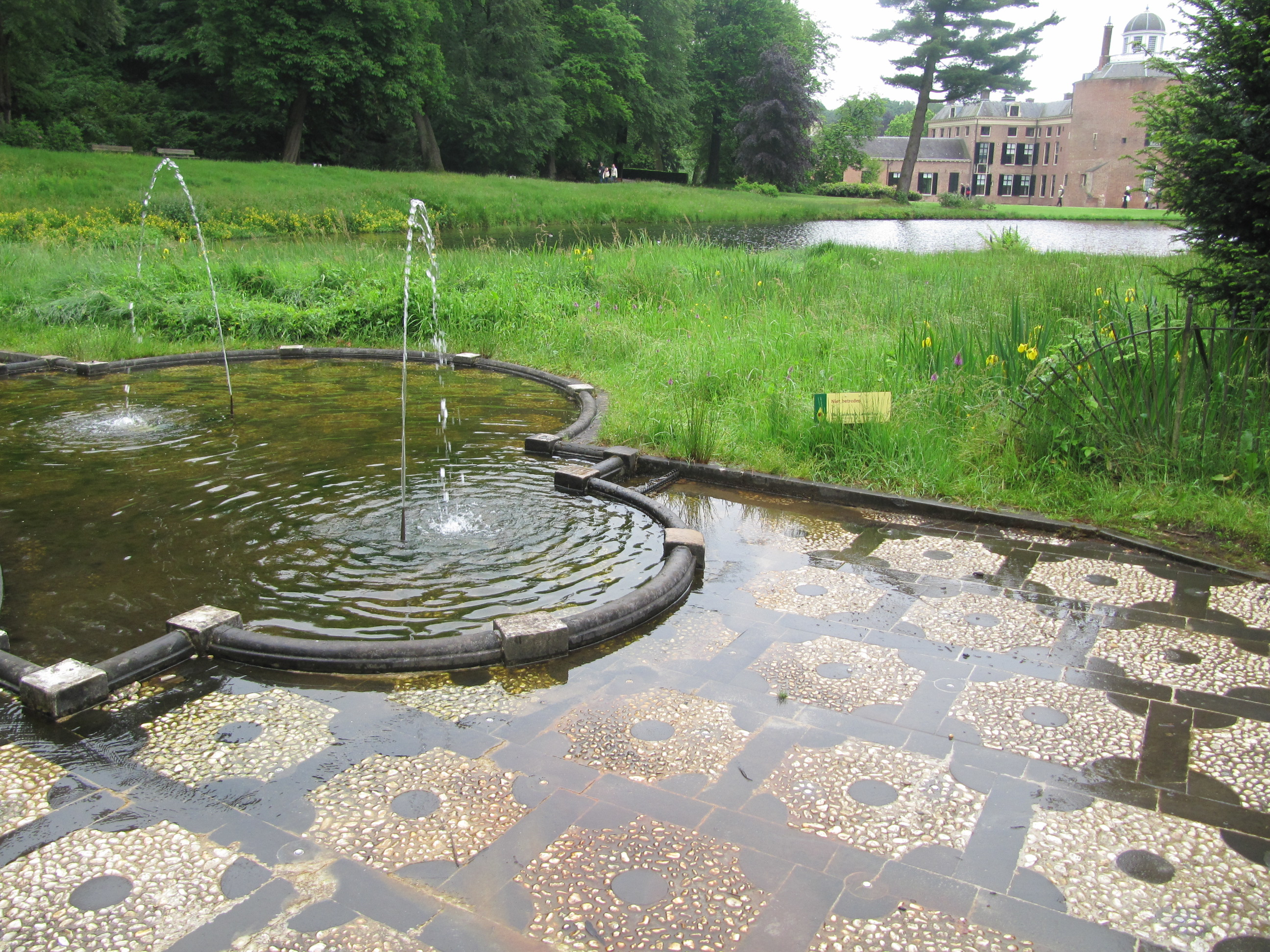
Сад в заму Розендаал.

## Вибрані твори
- Мисливський замок де Ворст[3]
- Інтер'єри палацу Гет-Лоо[3]
- Замок-палац Оранієнштейн
- ділянка сада Хемптон-Корт
- парк в Гейс-тен-Бос

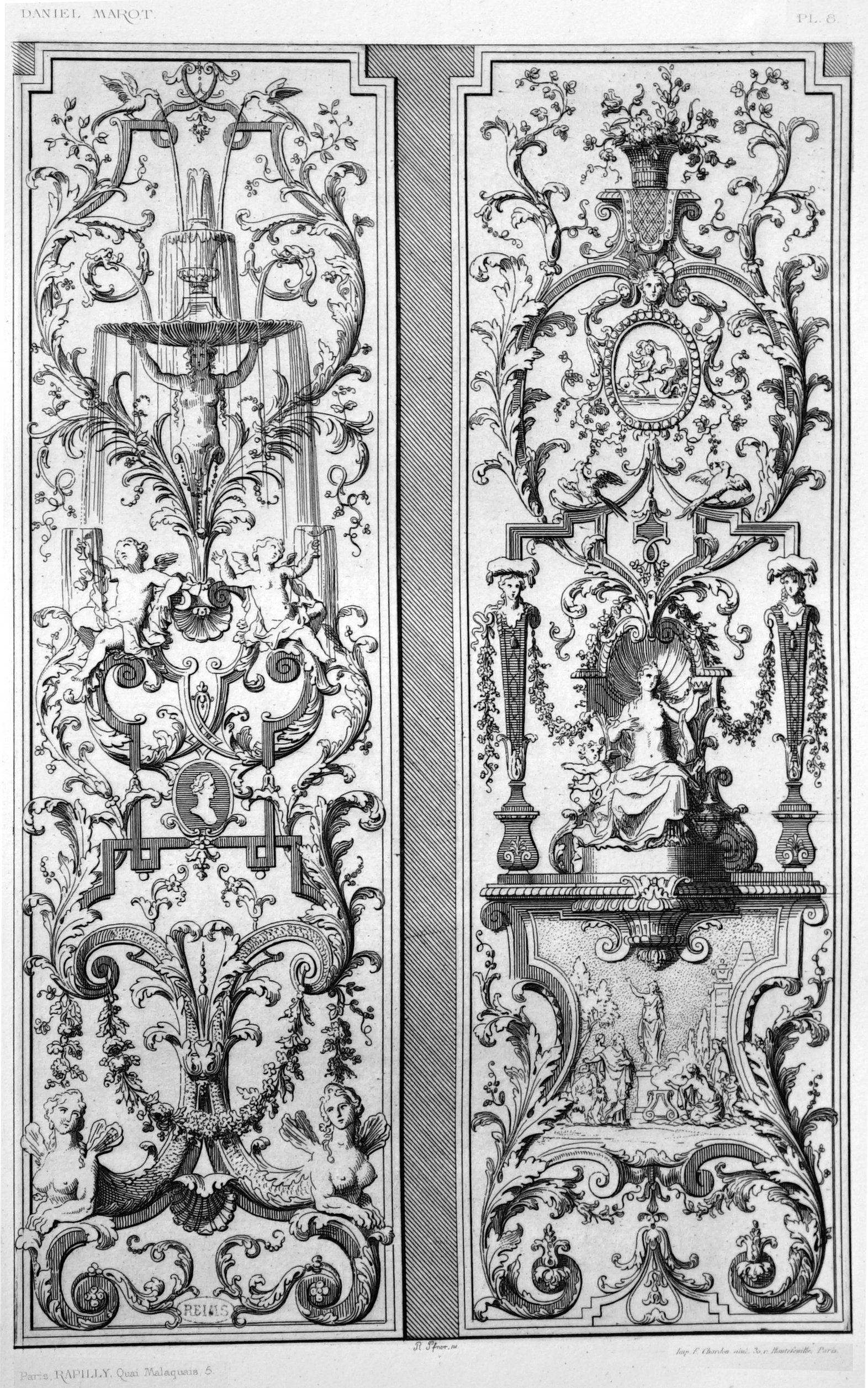
Офорт з двома різновидами орнамента роботи Данієля Маро, до 1712 р. Музей Вікторії й Альберта, Лондон

- «Нова книга краєвидів і перспектив, гідних для стінописів в залах та інших приміщеннях, які запропонував та вигравіював Д. Маро»[3]
- «Нова книга інтер'єрів (апартаментів), які запропонував та вигравіював Д. Маро»[4]
- «Нова книга інтр'єрів (апартаментів)»[4]
- «Нова книга слюсарних виробів, які запропонував та вигравіював Д. Маро»[4]
- « (Перша) Книга орнаментів, які запропонував Д. Маро»[4]
- « Друга книга орнаментів, які запропонував Д. Маро»[4]
- « Перша книга нагробків і мавзолеїв, які запропонував архітектор Д. Маро»[4]
- «Друга книга тримфальних арок і міських брам»[3]
- « Нова книга альтанок, трельяжів, (паркових) кабінетів, які запропонував та вигравіював Д. Маро»
- « Нова книга різних (паркових) кабінетів, прикрашених каскадами»

## Галерея обраних гравюр Данієля Маро

Д. Маро. «Проєкт інтер'єра приватної бібліотеки».

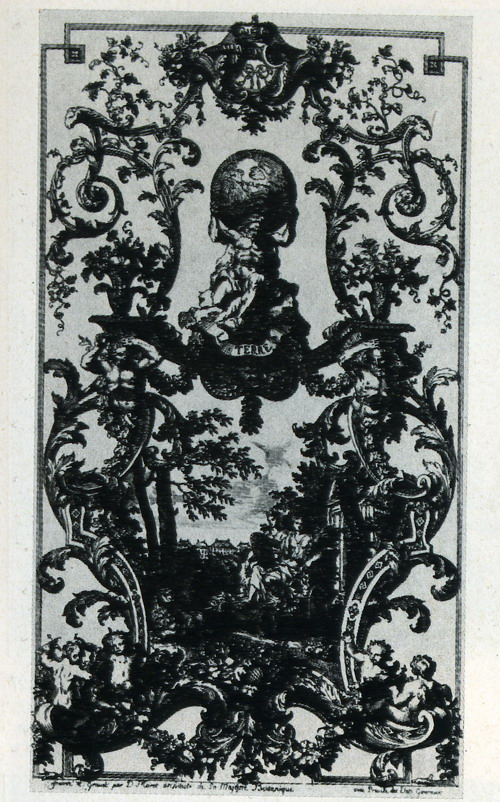
Д. Маро. «Гротеск з пейзажем»
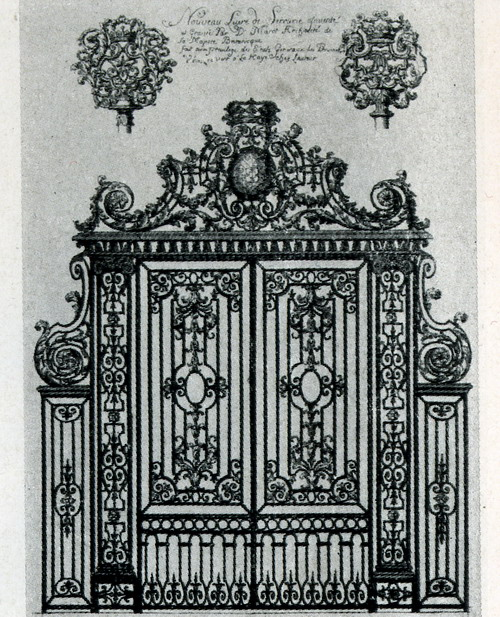
Д. Маро. «Металеві ворота»
Д. Маро. «Дизайн каскада в орнаментальній рамі», офорт до 1700 р.
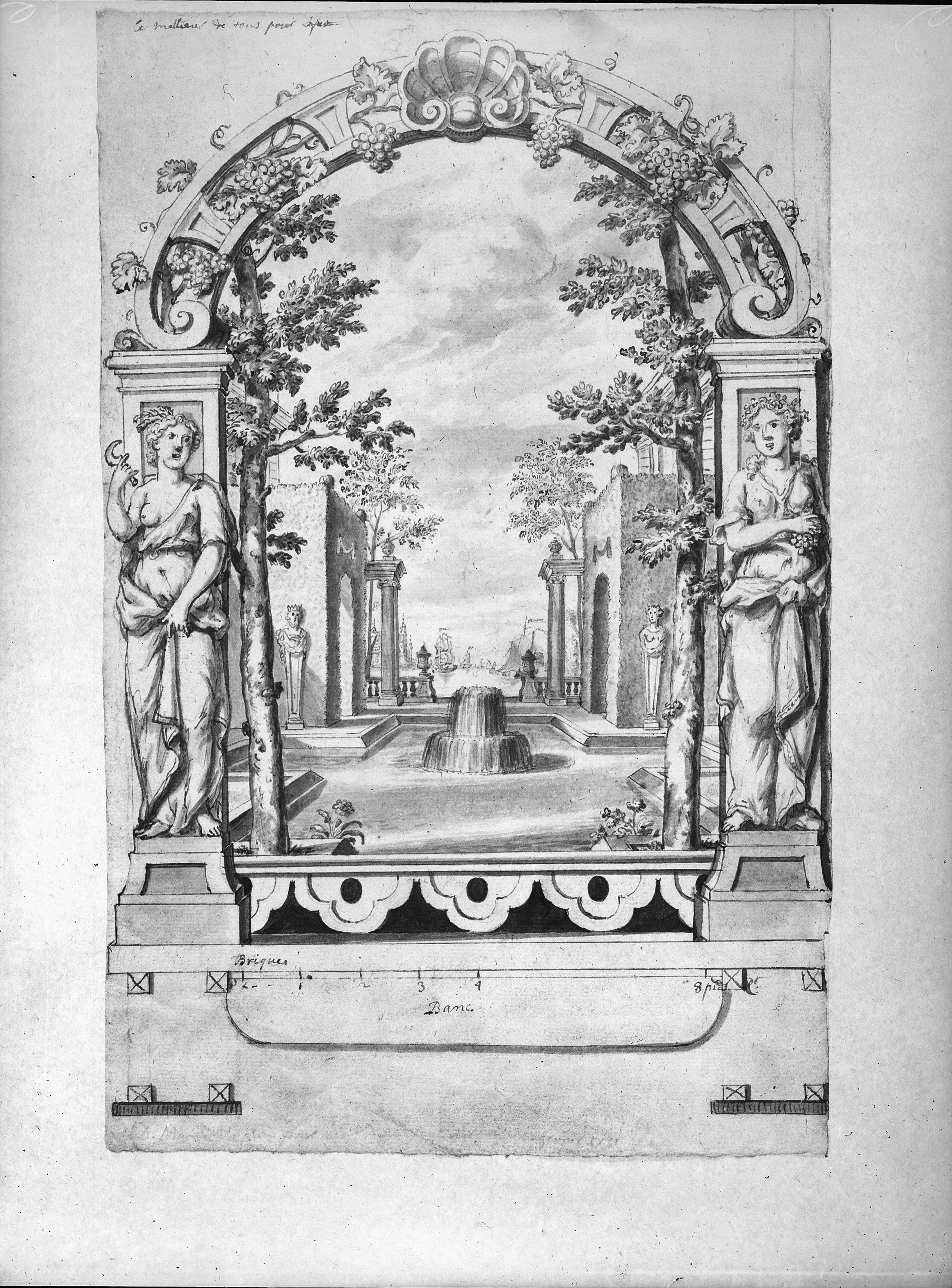
Д. Маро. «Декоративна брама з перспективою регулярного саду».
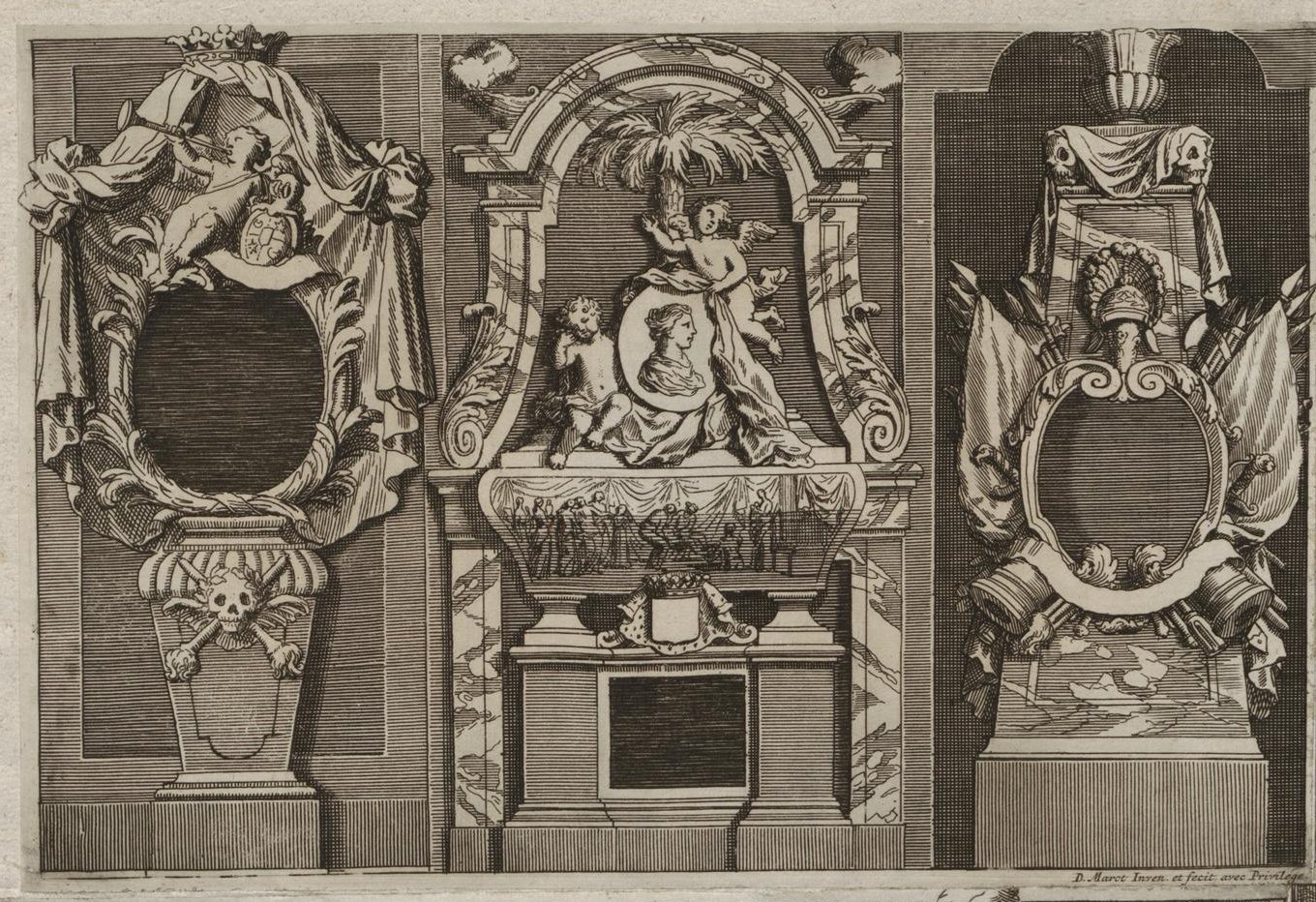
Даніель Маро. Проєкт надгробка для шляхетної пані і рам для етітафії
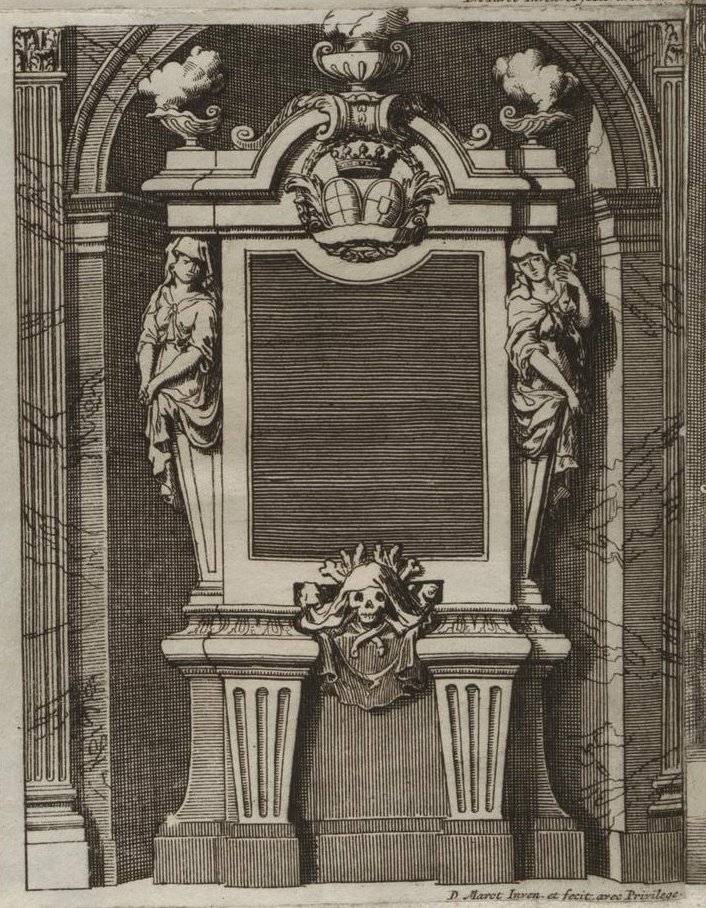
Даніель Маро. Рама для надгробкового напису, проєкт.